# Dromaeschna weiskei
Dromaeschna weiskei е вид водно конче от семейство Aeshnidae. Видът не е застрашен от изчезване.

## Разпространение
Разпространен е в Австралия (Куинсланд).

## Описание
Популацията на вида е стабилна.